# Triaenomontia horrida
Triaenomontia horrida is een hooiwagen uit de familie Triaenonychidae.